# دروازه لشکر
دروازه لشکر یکی از دروازه‌های ششگانه شهر تاریخی شوشتر بوده‌است که هماکنون فقط یک اتاقک از آثار آن برجاست. نوشته‌ای بر روی طاق آن به نام شاه سلطان حسین صفوی وجود داشت که در سال هزار و سیصد و چهل هجری قمری خراب شد.* این دروازه در جنوب غربی شوشتر به سمت شهر تاریخی عسکر مکرم باز می‌شده و مسیر آن از روی پل بند لشکر عبور می‌کند.